# Tanaecia dukha
Tanaecia dukha är en fjärilsart som beskrevs av Hans Fruhstorfer 1913. Tanaecia dukha ingår i släktet Tanaecia och familjen praktfjärilar. Inga underarter finns listade i Catalogue of Life.